# TrackMania Sunrise
TrackMania Sunrise (TMS, або просто Sunrise) — гоночна відеогра, розроблена Nadeo та опублікована Focus Home Interactive 6 квітня 2005 у Франції та Великій Британії, 6 травня 2005 у США, і згодом у решті країн. Це продовження гри TrackMania, в якої вона запозичує концепцію, вдосконалюючи її. TMS пропонує нетиповий підхід порівняно з сучасними їй відеоіграми, зокрема, через аркадно орієнтований геймплей, редактор рівнів, простоту обміну створеними гонками або персоналізаціями та потужний багатокористувацький режим.
На час випуску Sunrise була дуже добре сприйнята спеціалізованою пресою. Критики позитивно оцінюють продовження оригінальної концепції, так само нетипової та захопливої, але дуже вдосконаленої. Відзначається суттєвий прогрес у графіці, з переходом від дизайну першої частини, який називали дешевим або любительським, до конкурентоспроможного порівняно з аналогами. Також поліпшився геймплей, фізика транспортних засобів стала контрольованішою й збалансованішою, а інноваційні рішення гоночних трас дозволяють зробити з них трампліни та «американські гірки». Основними недоліками вважаються складність використання редактора рівнів, а також відсутність зіткнень, за яку критикували ще першу гру серії.
Незважаючи на позитивне сприйняття, Sunrise мала незначні продажі.
Гра має розширення під назвою TrackMania Sunrise Extreme, яке виходить у світ у листопаді 2005, додаючи зокрема два нові режими гри. Sunrise — частина дуже плодотворної серії ігор.